# Wradijiwka
Wradijiwka (ukr. Врадіївка, do 1964 nosiła nazwę Wełyka Wradijiwka) – osiedle typu miejskiego w obwodzie mikołajowskim Ukrainy, siedziba władz rejonu wradijiwskiego.

## Historia
Pierwsza wzmianka o miejscowości pochodzi z 1791, status osiedla typu miejskiego uzyskała w 196.
W 1989 liczyła 10 501 mieszkańców.
W 2013 liczyła 8 450 mieszkańców.
Urodził się tu Stanisław Wilhelm Skrzyński (ur. 23 marca 1877 w majątku Wradiewka, zm. 1 września 1935 w Warszawie) – generał brygady Wojska Polskiego, kawaler Orderu Virtuti Militari.